# Hans Eisenmann-Forum für Agrarwissenschaften

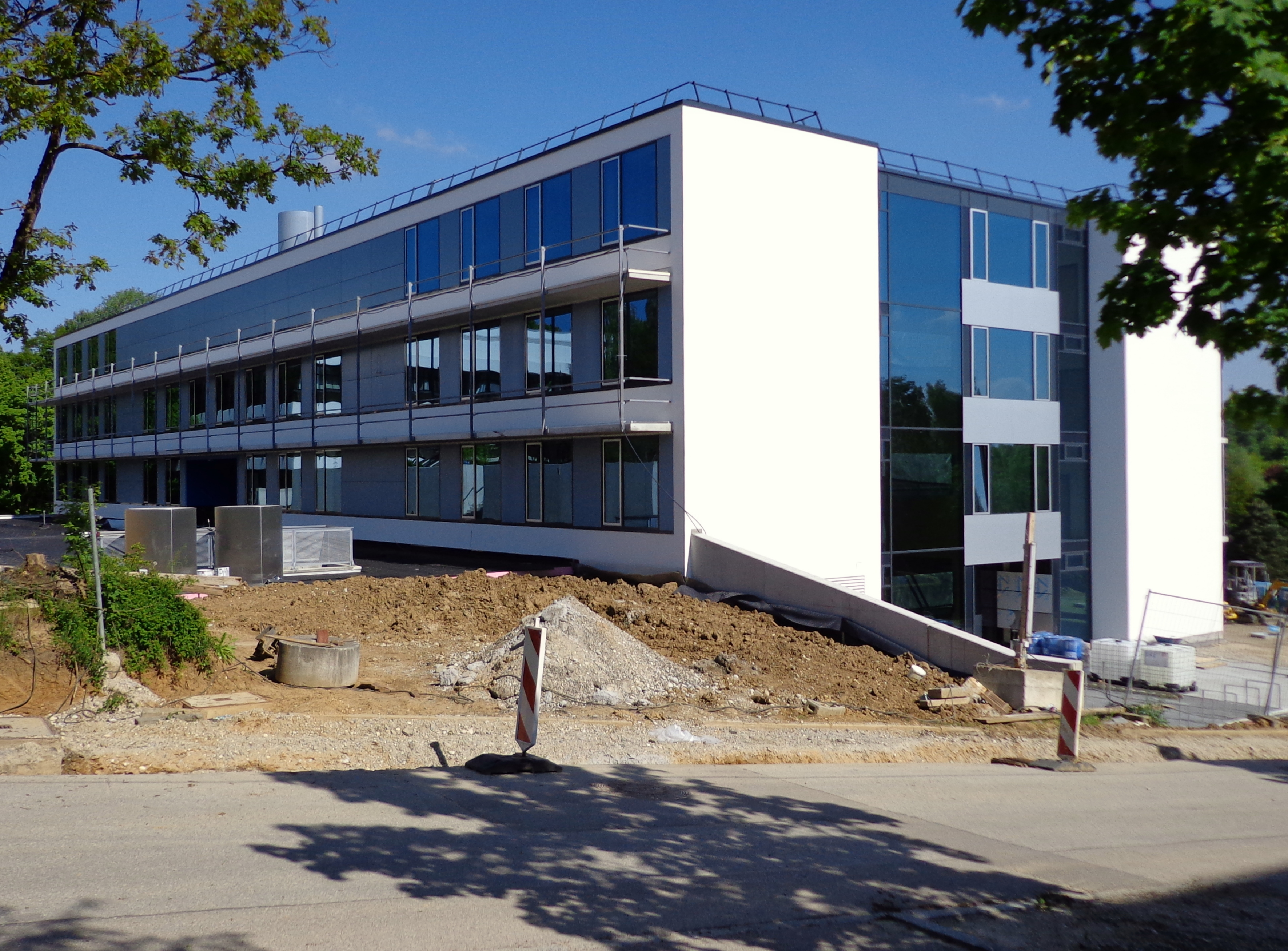
Hans-Eisenmann-Zentrum im Frühjahr 2013

Das Hans Eisenmann-Forum für Agrarwissenschaften, World Agricultural Systems Center, (bis 1. Juni 2018 Hans Eisenmann-Zentrum für Agrarwissenschaften), ist eine zentrale fakultätsübergreifende wissenschaftliche Einrichtung für Agrarwissenschaften der Technischen Universität München auf dem Campus Freising-Weihenstephan.
Es ist benannt nach Hans Eisenmann, dem langjährigen bayerischen Landwirtschaftsminister.

## Vorgeschichte der Lehr- und Forschungskooperation
Der bayerische Ministerrat verabschiedete 2008 ein „Konzept zur Stärkung der Agrarwissenschaften am Standort Weihenstephan“. Zur Umsetzung dieses Konzepts wurde am 4. Juni 2008 eine Zielvereinbarung zwischen dem Staatsministerium für Wissenschaft, Forschung und Kunst und der Technischen Universität München beschlossen. Dazu zählte auch eine Kooperationsvereinbarung zwischen der Technischen Universität München (TUM), der Hochschule Weihenstephan-Triesdorf (HSWT) und der Bayerischen Landesanstalt für Landwirtschaft (LfL).
Die einzigartige räumliche sowie thematisch fachliche Konzentration dieser Vertragspartner auf dem Campus Freising-Weihenstephan war die Grundlage für den Aufbau einer Lehr- und Forschungskooperation im Sinne einer nachhaltigen agrarischen und gärtnerischen Landnutzung.
Das jeweilige eigenständige Profil sollte gewahrt werden:
- Die Ausrichtung der TUM auf die system- und grundlagenorientierte Forschung und die Ausbildung der Studierenden,
- die Ausrichtung der HSWT auf die anwendungsbezogene Lehre, Forschungs- und Entwicklungsvorhaben,
- und die Konzentration der LfL auf die umsetzungsorientierte, angewandte Forschung.

Durch eine Intensivierung der Zusammenarbeit soll der Standort Weihenstephan weiter gestärkt werden.

## Grundsteinlegung des Gebäudes Hans Eisenmann-Zentrum
Die Geschäftsstelle des Zentralinstituts ist untergebracht im Neubau Hans Eisenmann-Zentrum (Einweihung 2013) am Standort Weihenstephan. Hans Eisenmann, Bayerischer Landwirtschaftsminister von 1969 bis 1987, ist namengebend für diese Einrichtung.

## Struktur
Das Hans Eisenmann-Forum für Agrarwissenschaften ist ein fakultätsübergreifendes, wissenschaftliches Zentralinstitut der Technischen Universität München.
Das Zentralinstitut steht unter der Verantwortung der Hochschulleitung der Technischen Universität München und wird von einem Geschäftsführenden Direktor geleitet. Seit 1. Februar 2021 wird diese Position von Senthold Asseng ausgefüllt.
Als Mitglieder gehören der Einrichtung die Inhaber der Professuren mit agrarwissenschaftlichem Bezug der TUM School of Life Sciences und einige fachlich nahestehende Professoren anderer Fakultäten der Technischen Universität München an.

## Ziele und Aufgaben
- Erhöhung der Sichtbarkeit der Agrarwissenschaften innerhalb und außerhalb der TUM
- Vernetzung aller agrarwissenschaftlich ausgerichteten Lehrstühle und Institutionen der TUM
- Unterstützung von Kooperation mit anderen agrarwissenschaftlichen Institutionen am Standort
- Vermittlung von fachlicher Expertise
- Plattform für Kommunikation und Dialog mit den verschiedenen Bereichen der Agrarwirtschaft und Agrarwissenschaft
- Unterstützung des Wissenstransfers durch Vortragsveranstaltungen und Symposien für Wissenschaftler, Studierende, Praktiker, Experten und interessierte Bürger

## Mitglieder
Dem Hans Eisenmann-Forum gehören derzeit folgende Mitglieder an:
- Agraringenieurswissenschaften
  - Professur für Agrarsystemtechnik, H. Bernhardt
  - Professur für Agrarmechatronik, T. Oksanen
  - Professur für Landmanagement, W. de Vries
  - Professur für Geoinformatik, T. Kolbe
  - Professur für Chemie biogener Rohstoffe, V. Sieber
- Agrarökologie und Ökosystemmanagement
  - Professur für Geomorphologie und Bodenkunde, J. Völkel
  - Professur für Bodenkunde, I. Kögel-Knabner
  - Professur für Aquatische Systembiologie, J. Geist
  - Professur für Terrestrische Ökologie, W. Weisser
  - Professur für Urbane Produktive Systeme, M. Egerer
  - Professur für Soil Physics and Environmental Systems, M. Zare
  - Professur für Root-Soil-Interaction, M. Ali Ahmed
- Agrarökonomie
  - Professur für Marketing und Konsumforschung, J. Roosen
  - Professur für Ökonomik des Gartenbaus und Landschaftsbaus, V. Bitsch
  - Professur für Produktions- und Ressourcenökonomie landwirtschaftlicher Betriebe, J. Sauer
  - Professur für Governance im internationalen Agribusiness, L. Menapace
  - Professur für Umweltökonomie und Agrarpolitik, J. Roosen (komm.)
- Nutzpflanzenwissenschaften
  - Professur für Ökologischen Landbau und Pflanzenbausysteme, K.-J. Hülsbergen
  - Professur für Pflanzenzüchtung, Chris-Carolin Schön
  - Professur für Phytopathologie, R. Hückelhoven
  - Professur für Biotechnologie gartenbaulicher Kulturen, B. Poppenberger
  - Professur für Populationsgenetik, A. Tellier
  - Professur für Crop Physiology, G.P. Bienert
  - Professur für Precision Agriculture, K. Yu
  - Professur für Digital Agriculture, S. Asseng
- Nutztierwissenschaften
  - Professur für Tierphysiologie und Immunologie, D. Zehn
  - Professur für Tierernährung und Metabolismus, J. Steinhoff-Wagner
  - Professur für Biotechnologie der Reproduktion, B. Schusser
  - Professur für Infection Pathogenesis, F. Ebner
  - Professur für Livestock Systems, M. Rufino